# Verklaring van Pillnitz

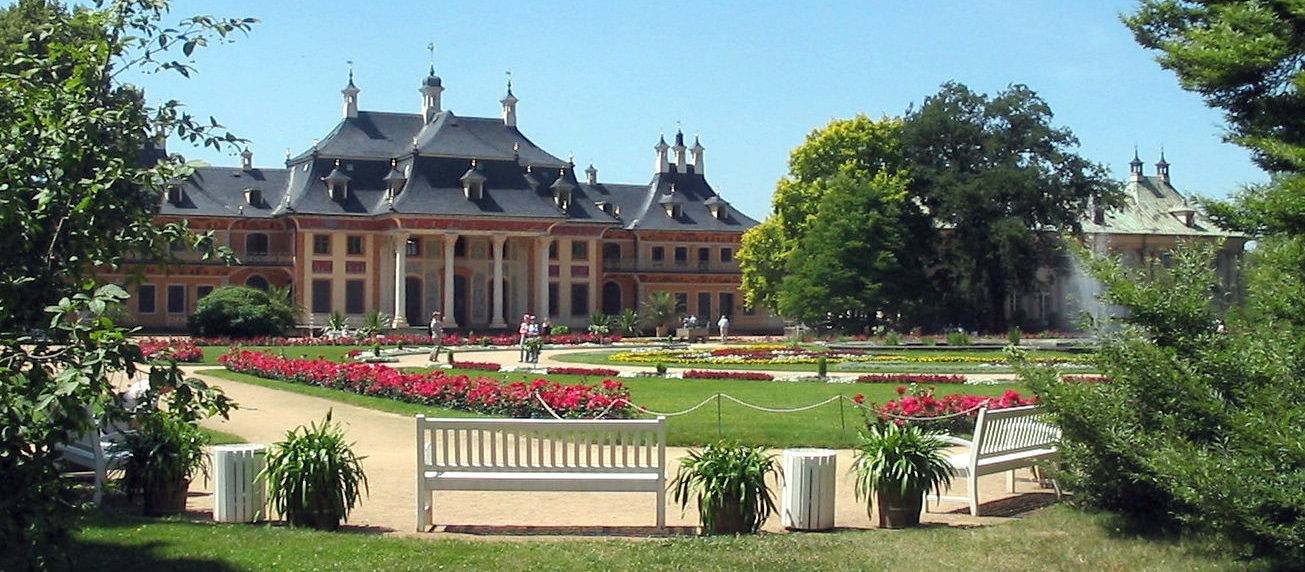
Het uit 1724 daterende Bergpalast, een van de onderdelen van Slot Pillnitz

De Verklaring van Pillnitz op 27 augustus 1791 was een verklaring, afgelegd op Slot Pillnitz, bij Dresden in het keurvorstendom Saksen door keizer Leopold II van het Heilige Roomse Rijk en Frederik Willem II, koning van Pruisen.
Zij riepen in deze verklaring de Europese machten op om in te grijpen als de koning van Frankrijk, Lodewijk XVI, zou worden bedreigd. Dat was bedoeld als waarschuwing tegenover de Franse revolutionairen en niet om de rechten van Lodewijk XVI veilig te stellen of om hem weer op de troon te brengen, mocht het tot een troonsafstand komen. Toch was het een van de oorzaken van het uitbreken van de Franse revolutionaire oorlogen. De Conferentie van Pillnitz zelf, waar de verklaring werd afgelegd, hield zich overigens voornamelijk bezig met de verdeling van Polen en de oorlog tussen de Habsburgse monarchie en het Ottomaanse Rijk.
In de verklaring stond dat de Habsburgse koning enkel ten strijde zou trekken als alle andere grote Europese machten dat ook zouden doen. Keizer Leopold koos deze bewoordingen zorgvuldig zodat hij niet gedwongen kon worden om ten strijde te trekken. Hij wist namelijk dat William Pitt, de premier van Groot-Brittannië, geen voorstander was van oorlog met Frankrijk. Leopold gaf deze verklaring dan ook voornamelijk af om de Franse émigrés (edellieden die gevlucht waren voor de Franse Revolutie) tevreden te stellen. De Wetgevende Vergadering van Frankrijk begreep de boodschap als een quasi-oorlogsverklaring. Ze was echter bedoeld om druk te zetten op de revolutionairen en niet om een oorlog te ontketenen. Dit was echter wel hoe de Fransen haar interpreteerden, en radicalen in Frankrijk die voor oorlog pleitten, zoals Jacques Pierre Brissot, wonnen aan invloed.